# Melitaea patycosana
Melitaea patycosana är en fjärilsart som beskrevs av Turati 1912. Melitaea patycosana ingår i släktet Melitaea och familjen praktfjärilar. Inga underarter finns listade i Catalogue of Life.